# Trichomonas vaginalis
Espèce
Trichomonas vaginalis est une espèce de flagellés du genre Trichomonas, dont la présence sur les muqueuses génito-urinaires détermine la trichomonose urogénitale. C'est un parasite de l'humain, sexuellement transmissible. Il est très sensible à la dessiccation et a donc besoin de milieux humides.

## Historique
Trichomonas vaginalis a été observé pour la première fois par Alfred Donné en 1836,.

## Répartition géographique
Cosmopolite, il est également répandu sous tous les climats.

## Morphologie et cycle
Connu seulement sous forme végétative, comme Pentatrichomonas humanis, il est plus grand que lui : 10 à 20 µm ; ovale ou arrondi, avec un axostyle dépassant nettement plus à l'arrière, il porte 3 ou 4 flagelles antérieurs et 1 flagelle récurrent soulevant une membrane ondulante courte (un tiers du corps).
Se déplaçant activement, il se nourrit par osmose et se multiplie par division longitudinale. Le cycle est à un seul hôte et, en l'absence de formes kystiques, la transmission des formes végétatives est directe.

## Pathogénie chez l'être humain

### Épidémiologie
Malgré des porteurs sains nombreux (jusqu’à 50 % des cas sont asymptomatiques), surtout chez les hommes, le Trichomonas vaginalis a un rôle pathogène net dans les deux sexes :
- Trichomonas vaginalis est responsable de 30 % des urétrites non gonococciques ;
- la vaginite à Trichomonas vaginalis représente 50 % des vaginites avec leucorrhées.

### Transmission
- Chez la femme, après la puberté et lorsque l'acidité vaginale est diminuée, on le retrouve de manière fréquente comme parasite de la cavité vaginale et de l'urètre ; mais aussi de la vessie ou encore des glandes de Skene et de Bartholin.
- Chez l'homme, on le trouve au niveau de l'urètre, du col du gland du pénis, de la prostate et des vésicules séminales.
- La transmission se fait habituellement par contact vénérien, avec un taux de transmission très élevé (environ quatre fois sur cinq, surtout de l'homme à la femme). La transmission est aussi théoriquement possible par échange de linge de toilette humide[3].

### Diagnostic
- Le diagnostic se fait en examinant un prélèvement frais (prélèvement vaginal ou goutte urétrale) au microscope au faible grossissement entre lame et lamelle en lumière diaphragmée ou au contraste de phases qui montre le protozoaire. Les trichomonas sont reconnus à leurs mouvements et à leur morphologie. Chez l'homme, le dépistage pourra être fait par recueil de la première goutte du méat le matin avant toute miction, ou encore par massage prostatique.
- En cas de diagnostic d'une trichomonose génitale, il faut rechercher l'ensemble des germes responsables des IST.
- Autres éléments du diagnostic microscopique: modification du pH vaginal à 4,5 , présence de nombreuses polynucléaires au cours du prélèvement vaginal, diminution ou disparition de la flore de Doderlein.

### Clinique
Les porteurs sains sont nombreux (jusqu'à 50 % des cas sont asymptomatiques).

#### Chez la femme
- C'est la plus prurigineuse des vaginites ;
- l'écoulement vaginal ou leucorrhée est abondant, souvent blanc-verdâtre et spumeux (aspect d'écume) ;
- il existe un érythème du vagin et de l’exocol ;
- la patiente se plaint de dyspareunie au niveau de l’orifice vaginal (douleurs lors des rapports sexuels).

#### Chez l'homme
Il est très souvent asymptomatique (90 % de cas), d'où son dépistage difficile et sa dissémination facile. En cas d'urétrite avérée, il existe une dysurie. Des signes plus discrets comme une goutte matinale ou une méatite peuvent être présents.

### Traitement
Il faut traiter toutes les personnes contaminées (patiente et tous les partenaires connus), la recherche d’infection devant se faire que les sujets soient symptomatiques ou pas, par:
- métronidazole (Flagyl) : 2 grammes par voie buccale en dose unique ;
- conseiller aux patientes de ne pas consommer de boissons alcooliques durant le traitement au métronidazole ni dans les 48 heures qui suivent afin de prévenir un effet antabuse ;
- le métronidazole, mal supporté, tend à être remplacé par le tinidazole (Fasigyne) en dose unique (quatre comprimés à 500 mg en une seule prise) ;
- le mimorazole (Naxogyn) en dose également unique (huit comprimés à 250 mg ou deux comprimés à 1 g) a été supprimé du marché en 2002 ;
- éviter les rapports sexuels sans préservatif jusqu'à la guérison (clinique ou parasitologique) ;
- l'acidification du milieu vaginal par l'acide lactique (Lactacid) ou ascorbique (Prevegyne) et le réensemencement en bacilles de Döderlein favorisent la guérison.

Le traitement par métronidazole est possible pendant l'allaitement ou la grossesse.